# Bitwa morska pod Granhamn
Bitwa morska pod Granhamn – starcie zbrojne, które miało miejsce 27 lipca?/7 sierpnia 1720 podczas wielkiej wojny północnej.
Bitwa stoczona została w pobliżu wyspy Granhamn między flotą szwedzką (1 okręt liniowy, 4 fregaty i 9 mniejszych jednostek, 1 tysiąc żołnierzy) dowodzoną przez wiceadmirała Carla Sjöblada a flotą rosyjską (61 skampawej, 25 łodzi, 11 tysięcy żołnierzy) dowodzoną przez admirała Michaiła Golicyna.
Rosjanie zdobyli cztery okręty szwedzkie: 34-działową fregatę Stor Phoenix, 30-działowy Vainqueur, 22-działowy Kiskin oraz 18-działowy Danska Örn. Szwedzi stracili 103 zabitych i 407 rannych, Rosjanie – 82 zabitych i 203 rannych. Bitwa pod Granhamn ostatecznie zakończyła szwedzką dominację na Bałtyku.